# 格林斯普林
格林斯普林（英語：Green Spring），是美国肯塔基州的一座城市。面积约为0.8平方公里（0.3平方英里）。根据2010年美国人口普查，该市的人口为715人。